# Иналлу
Иналлу, также инанлу или айналлу (азерб. İnanlı, азерб. Aynallı) — огузское тюркское племя, населяющее Азербайджан, Центральный Иран и Фарс. Исторически входит в состав шахсевен (этнографической группы азербайджанцев).

## Происхождение
Фарук Сюмер относит Иналлу к выходцам из баят.
По мнению Владимира Минорского, название племени произошло от тюркского термина инал или йенал.
Минорский предположил, что это племя, возможно, произошло от семьи и свиты Ибрагима Инала, сводного брата Тугрила I.
Много веков спустя, когда племя вошло в состав шахсевен, его название превратилось в Иманлу, что означает «с иманом (верой)».
Минорский далее предположил, что форма Айналу, засвидетельствованная в начале 1800-х годов, была связана с термином āʾinalu (букв. «имеющий зеркала»), который связывался с винтовкой Верндля.

## История
Племя Айналлу, вероятно, обосновалось в юго-восточной Анатолии или Азербайджане во времена Сельджуков. Позже оно было поглощено могущественным племенем Афшар и стало одним из его основных компонентов. В списке знати в правление шаха Аббаса I (1588-1629) эмиры Айналлу указываются среди афшар. Айналлу поддерживали Сефевидов сперва как кызылбаши и далее как шахсевены. Они формировали один из главных кланов афшар Урмии и шахсевен северо-восточного Азербайджана.
Исследователь шахсевен Ричард Таппер пишет: «Происходят от кызылбашей-шамлу. Основная часть Иналлу, была активна в Мугани в 1720-х годах, но вскоре после этого большинство из них было переселено в Хорасан Надир-шахом. Позднее они вернулись до Харагана и Савеха. Также иналлу присутствуют около Меренда и на западе Карадага. Небольшие группы именуемые Иналлу остались оседлыми в регионе Ардебиль, одно из них рядом с Асландузом».
Иналлу наряду с шахсевенами-багдади являлись важной составляющей Каджарской армии.

## Язык
Язык Айналлу относится к южной группе огузской ветви тюркских языков. Согласно Лайошу Лигети, является периферийным диалектом азербайджанского языка.